# Ceratotherium simum cottoni
Il rinoceronte bianco settentrionale (Ceratotherium simum cottoni Lydekker, 1908) è una delle due sottospecie di rinoceronte bianco, nonché membro della famiglia dei Rinocerotidi.
Questa sottospecie vive nelle praterie di erba alta e nella savana. Secondo stime della IUCN, questi animali sono probabilmente estinti allo stato selvatico: nel marzo del 2018 rimanevano solamente due esemplari femmine ancora in vita, di proprietà dello zoo di Dvůr Králové, in Repubblica Ceca, ma trasferiti in Kenya dal 2009. Tuttavia, dal Congo e dal Sudan del Sud continuano a giungere segnalazioni di possibili avvistamenti, ancora in attesa di conferma.
In anni recenti, lo zoo di Dvůr Králové ha ospitato altri due esemplari, deceduti rispettivamente nel maggio del 2011 e luglio 2015. Altri due esemplari hanno fatto parte del Zoo Safari Park di San Diego: un maschio di nome Angalifu è deceduto nel dicembre del 2014, mentre una femmina di nome Nola è morta il 22 novembre 2015. Nel tentativo di preservare la sottospecie, alcuni ricercatori hanno lavorato allo sviluppo di embrioni di rinoceronte bianco meridionale del Sudafrica da impiantare nelle ultime femmine rimaste, senza però avere successo.

## Descrizione
Il rinoceronte bianco settentrionale ha un aspetto simile ai rinoceronti dell’Africa del sud, ma presenta un minore dimorfismo sessuale e risulta di dimensioni mediamente più piccole rispetto alla sottospecie meridionale, con un peso che si aggira intorno ai 1400-1600 kg nei maschi adulti e 1400-1500 kg nelle femmine. Tra le altre caratteristiche che lo differenziano dalla sottospecie nominale figurano il dorso meno concavo, meno peli corporei, il corno mediamente più corto e orecchie e coda generalmente più pelose. La lunghezza del corpo negli adulti non supera i 270 cm. Alcuni studi indicano che questa sottospecie presenti zampe più ampie adatte allo spostamento in ambienti particolarmente umidi e fangosi, assai comuni nelle aree abitate da questo rinoceronte.

## Habitat
L'habitat naturale di questa sottospecie era tipicamente costituito da pianure alluvionali, savane alberate, e zone di pascolo aperte, con una presenza significativa di vegetazione erbacea e arbustiva. Questi ambienti offrivano una varietà di risorse alimentari per il rinoceronte, comprese erbe, foglie, ramoscelli e, occasionalmente, alberi da frutto.
In termini di distribuzione geografica, l'habitat si concentrava soprattutto nelle regioni dell'Africa centrale, come la Repubblica Democratica del Congo, il Sudan e l'Uganda. Tuttavia, a causa della grave minaccia di caccia illegale e distruzione dell'habitat, la sua presenza in queste aree è stata fortemente ridotta e si ritiene che la specie sia attualmente estinta in natura.

## Popolazione

Sudan, l'ultimo esemplare maschio nella riserva Ol Pejeta

### In natura
Il rinoceronte bianco settentrionale, in passato, viveva in Uganda, Ciad, Sudan, parte della Repubblica Centrafricana e Repubblica Democratica del Congo. Tra il 1970 e il 1980 la popolazione di questa sottospecie si ridusse drasticamente da 500 a soli 15 esemplari.
Nel 2005 l'ultima popolazione selvatica sopravvissuta del rinoceronte bianco settentrionale si trovava nel Parco nazionale di Garamba, situato nella Repubblica Democratica del Congo. Tuttavia le continue guerre civili e la distruzione causata da esse provocarono molta preoccupazione per lo stato di quest'ultimo gruppo di rinoceronti sopravvissuto.
Nell'agosto 2005 una ricerca effettuata sotto la direzione dell'African Parks Foundation e dell'African Rhino Specialist Group (ARSG) individuò però solo 4 esemplari nel territorio congolese, un maschio adulto solitario e un gruppo di tre rinoceronti formato da un maschio e due femmine adulte. Il tentativo di salvataggio fallì durante le primi fasi del trasferimento, quando bracconieri uccisero i quattro rinoceronti. Nel giugno del 2008 venne annunciato che la sottospecie poteva essere già estinta in natura.

### In riserva sorvegliata

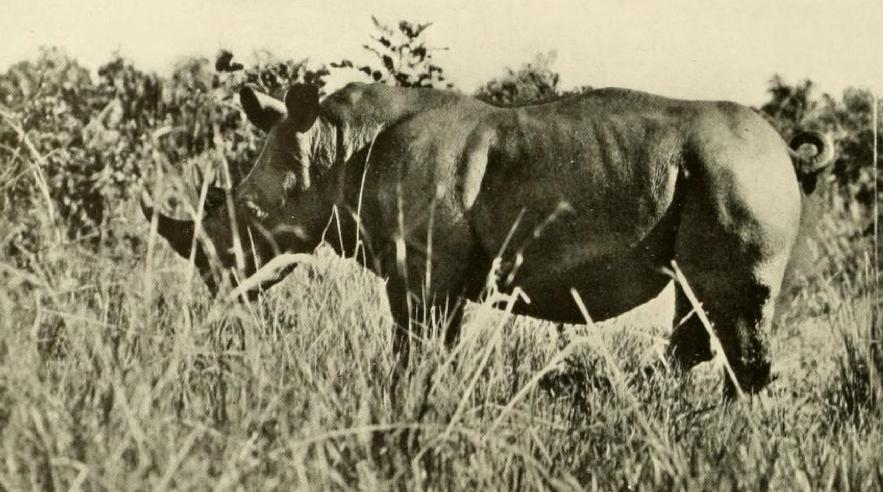
Esemplare selvatico all'inizio del XX secolo

Gli ultimi esemplari in cattività si trovavano al San Diego Wild Animal Park e allo zoo di Dvůr Králové, ma attualmente i rinoceronti del primo sono tutti morti: infatti il 22 novembre 2015, dopo una lunga malattia causata da un'infezione batterica, è stata soppressa Nola, femmina di 42 anni, l'ultimo esemplare dello Zoo Safari Park di San Diego.
Gli ultimi quattro esemplari dello zoo di Dvůr Králové, nel dicembre 2009, furono trasferiti a Ol Pejeta Conservancy, una riserva privata in Kenya, nel tentativo di farli riprodurre in natura. Tuttavia anche Suni, un maschio di 34 anni, è poi morto il 17 ottobre 2014. Suni era uno dei due esemplari maschi rimasti in vita di questa sottospecie, e l'ultimo maschio ritenuto non troppo vecchio per potersi riprodurre e assicurare una discendenza. Il 19 marzo 2018 anche Sudan, l'altro rinoceronte bianco settentrionale maschio, catturato in Sudan nel 1975 all'età di circa 3 anni, è deceduto a 45 anni a causa dell'età avanzata e di alcune complicazioni mediche.